# Marie Adelaida z Cambridge
Princezna Marie Adelaida z Cambridge (Marie Adelaida Vilemína Alžběta; 27. listopadu 1833 – 27. října 1897), později známá jako vévodkyně z Tecku, byla členka britské královské rodiny. Byla jedním z prvních členů královské rodiny, kteří sponzorovali širokou škálu charitativních organizací.
Marie Adelaida byla dcerou prince Adolfa, vévody z Cambridge, a princezny Augusty Hesensko-Kaselské. Její otec byl sedmým synem krále Jiřího III. a královny Šarloty. Marie Adelaida se provdala za Františka, vévodu z Tecku, se kterým měla čtyři děti. Dcera vévody a vévodkyně z Tecku, „May“, byla manželkou Jiřího V. a stala se známou jako královna Marie. Marie Adelaida byla prostřednictvím své dcery babičkou britských králů Eduarda VIII. a Jiřího VI.

## Dětství

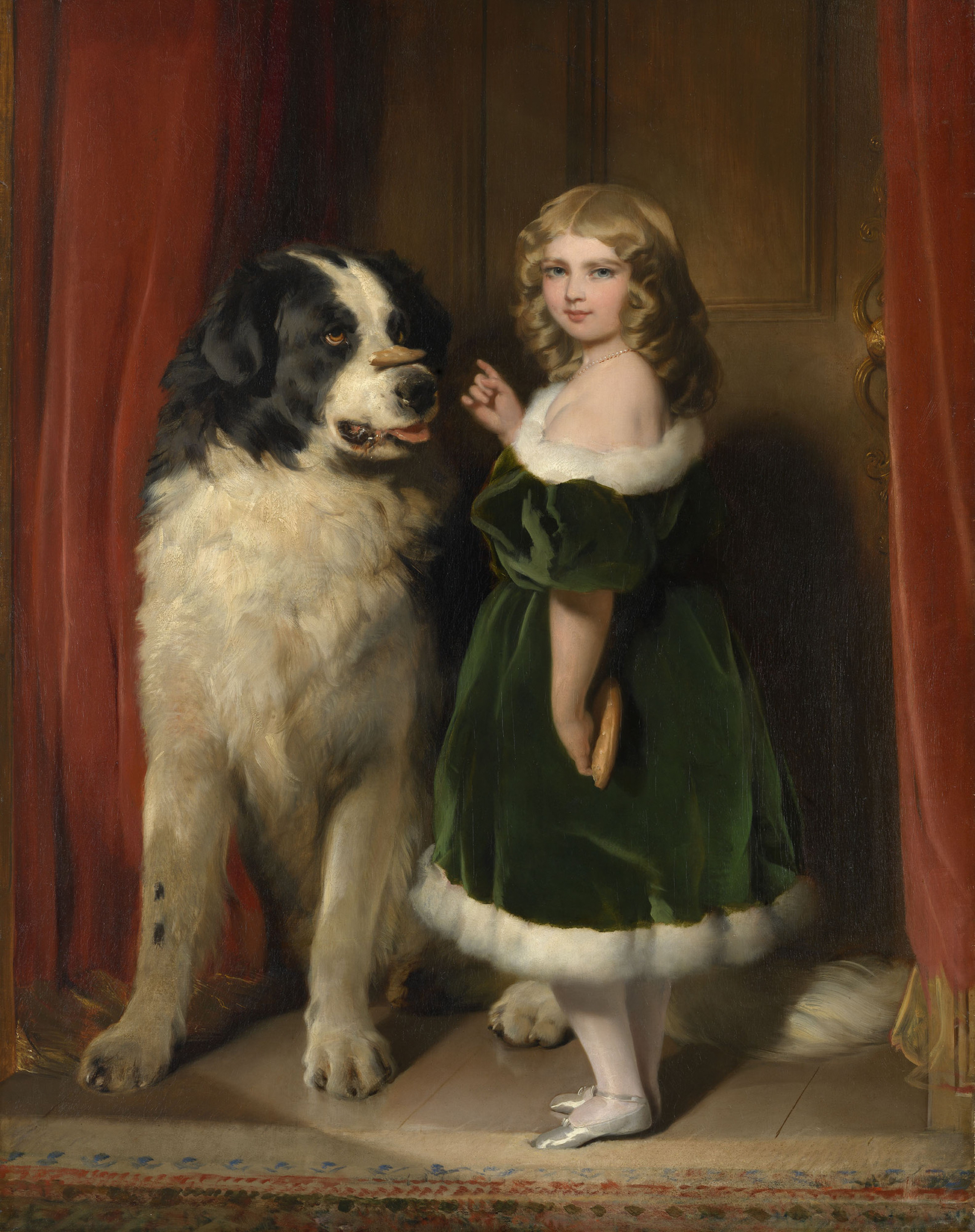
Princezna Marie Adelaida z Cambridge na portrétu sira Edwina Landseera, c. 1839

Narodila se 27. listopadu 1833 v Hannoveru v Německu. Její otec byl Adolf z Cambridge, nejmladší syn Jiřího III. a Šarloty Meklenbursko-Střelické. Její matkou byla Augusta Hesensko-Kaselská, dcera Fridricha Hesensko-Kasselského.
Malá princezna byla pokřtěna 9. ledna 1834 v hannoverském Cambridge House, reverendem Johnem Rylem Woodem, kaplanem vévody z Cambridge. Její kmotra a teta z otcovy strany, princezna Alžběta, byla jedinou kmotrou, která byla u křtu přítomna. Zbylými kmotry, kteří nebyli přítomni, ale byli zastoupeni, byli král Vilém IV. a královna Adelaida (její strýc a teta otcovy strany), princezna Marie (teta z otcovy strany), princezna Marie Hesensko-Kasselská (teta z matčiny strany) a princezna Marie Luisa Šarlota Hesensko-Kasselská (sestřenice). Po svých tetách a strýci tedy dostala jména Marie Adelaida Vilemína Alžběta.
Raná léta svého života trávila v Hannoveru, kde její otec sloužil jako místokrál, místo jejích strýců Jiřího IV. a později Viléma IV.
Po smrti Viléma IV. v roce 1837 se sestřenice Marie Adelaidy, Viktorie stala královnou. Nicméně, Salické právo nedovolovalo Viktorii vládnout v Hannoveru, a tak se stal hannoverským králem její strýc Arnošt August, vévoda z Cumberlandu. To znamenalo konec personální unie mezi Británií a Hannoverem. Cumberland se přestěhoval do Hannoveru a Adolf z Cambridge, který už tam jako místokrál nebyl potřeba, odjel se svou rodinou do Londýna, kde se usídlil v Kensingtonském paláci.

## Manželství

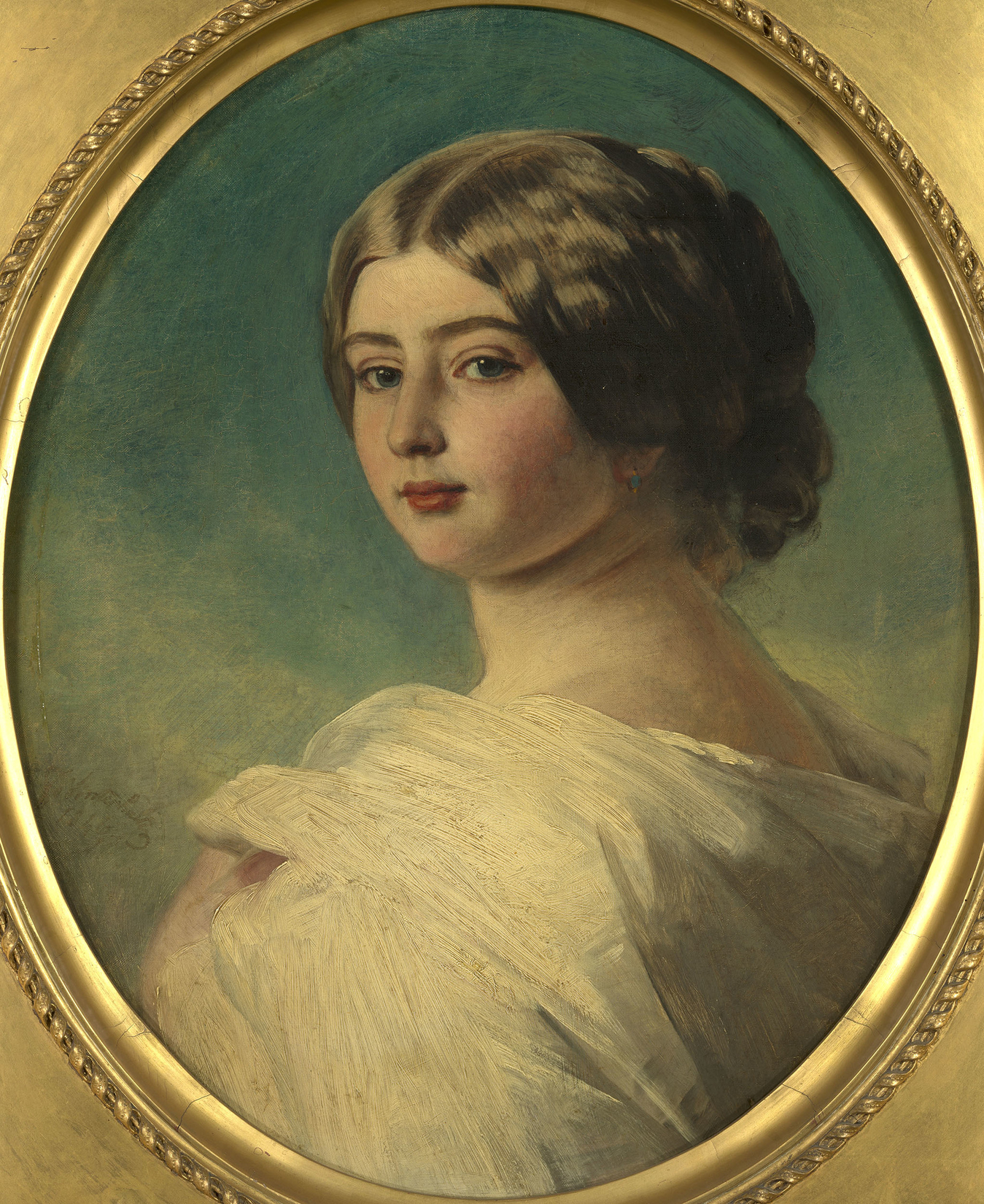
Princezna Marie Adelaida z Cambridge na portrétu Franze Xavera Winterhaltera, 1846

Ještě ve 30 letech byla Marie Adelaida stále svobodná. Její postava, kvůli které byla nazývána „Fat Mary“ – tlustá Mary, a nedostatek příjmů, stejně jako pokročilý věk toho byly příčinou. K tomu její královský původ jí zakazoval vzít si někoho bez královské krve. Pomoc při hledání partnera se pokoušela i její sestřenice, královna Viktorie.
Nakonec byl vhodný kandidát nalezen ve Württembersku, František z Tecku. Princ byl nižšího postavení, než Marie Adelaida, narodil se z morganatického manželství a neměl žádná práva na württemberské dědictví, ale byl alespoň knížecího titulu a královské krve. Bez žádných jiných možností, se Marie Adelaida rozhodla za něj provdat. Svatba se konala 12. června 1866 v kapli svaté Anny v Kew, Surrey.
Vévoda a vévodkyně z Tecku si vybrali sídlo v Londýně radši než v zahraničí, především proto, že Marie Adelaida získala od parlamentu roční rentu ve výši £5,000. Její matka, vévodkyně z Cambridge jí také poskytla další příjem. Žádosti královny Viktorie pro dodatečné prostředky byly odmítnuty, přesto královna poskytla Teckům apartmány v Kensingtonském paláci a White Lodge v Richmond Parku jako venkovský dům.
Marie Adelaida žádala pro svého manžela titul Královská Výsost, to však královna Viktorie odmítla. Nakonec však Františka povýšila do hodnosti Výsost v roce 1887 při příležitosti svého zlatého jubilea.

## Potomci
Marie Adelaida měla s Františkem čtyři děti:
- 1. Viktorie Marie z Tecku (26. 5. 1867 Londýn – 24. 3. 1953 tamtéž)
  - ⚭ 1893 Jiří V. (3. 6. 1865 Londýn – 20. 1. 1936 Sandringham House), král Spojeného království Velké Británie a Irska a císař indický od roku 1910 až do své smrti
- 2. Adolf z Tecku (13. 8. 1868 Londýn – 24. 10. 1927 Shrewsbury), od roku 1900 vévoda z Tecku, 1. markýz z Cambridge
  - ⚭ 1894 Margaret Evelyn Grosvenor (8. 4. 1873 Eccleston – 27. 3. 1929 Londýn)
- 3. František z Tecku (9. 1. 1870 Londýn – 22. 10. 1910 tamtéž), svobodný a bezdětný
- 4. Alexandr z Tecku (14. 4. 1874 Londýn – 16. 1. 1957 tamtéž), 1. hrabě z Athlone, generální guvernér v Jižní Africe v letech 1924–1931 a generální guvernér Kanady v letech 1940–1946, generálmajor britské armády
  - ⚭ 1904 Alice z Albany (25. 2. 1883 Windsor – 3. 1. 1981 Londýn)

## Život v zahraničí

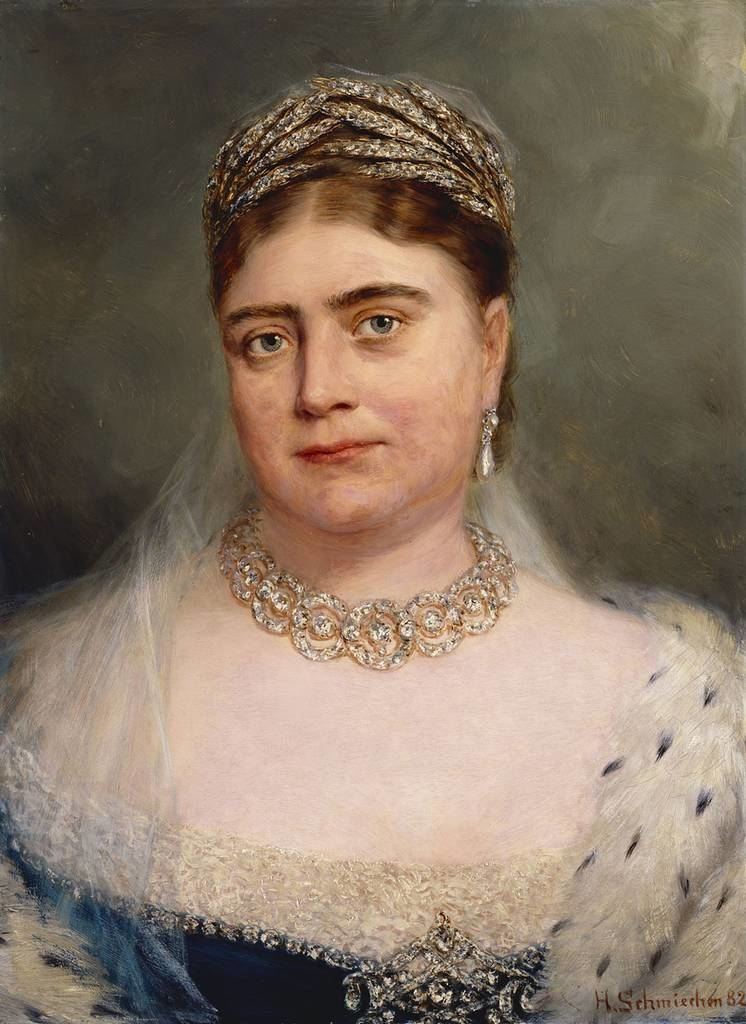
Princezna Marie Adelaida, vévodkyně z Tecku, na portrétu Hermanna Schmiechena, 1882

Navzdory svým skromným příjmům, měla Marie Adelaida nákladné záliby a žila extravagantním životem, utrácela za drahé jídlo, oblečení a dovolené v zahraničí. Teckovi měli brzy dluhy a v roce 1883 museli prchnout ze země, aby se zachránili před svými věřiteli. Odcestovali do Florencie a také zůstávali u příbuzných v Německu a Rakousku. Zpočátku cestovali pod jmény hrabě a hraběnka z Hohensteinu. Nicméně, Marie Adelaida si přála cestovat v královském stylu, a to vyžadovalo mnohem více pozornosti a lepších služeb.

## Pozdější život a smrt
Teckové se vrátili ze svého dobrovolného exilu v roce 1885 a pokračovali v životě v Kensingtonském paláci a White Lodge v richmondském parku. Marie Adelaida se začala věnovat charitě, stala se patronkou Bernardovy a dalších dětských charit.
V roce 1891 si přála, aby se její dcera Viktorie Marie, známá jako May, provdala za jednoho ze synů prince z Walesu. Tou dobou hledala královna Viktorie britskou nevěstu pro vnuka, který se měl jednou stát králem. Chtěla, aby dívka měla královské postavení i předky. Dcera Marie Adelaidy tato kritéria splňovala. Po schválení královny Viktorie se May zasnoubila s Albertem Viktorem, vévodou z Clarence a Avondale, druhým v pořadí následnictví na britský trůn. O šest týdnů později však náhle zemřel. Královna Viktorie poté přesvědčila nového následníka, bratra zesnulého Alberta Viktora, Jiřího, vévodu z Yorku, aby se s ní oženil. Svatba se konala 6. července 1893 v královské kapli svatojakubského paláce.
Marie Adelaida už nespatřila dceřinu korunovaci, 27. listopadu 1897 ve White Lodge, po naléhavé operaci zemřela. Pohřbena byla v kapli svatého Jiří ve Windsoru.

## Tituly a oslovení
- 27. listopadu 1833 – 12. června 1866: Její Královská Výsost princezna Marie Adelaida z Cambridge
- 12. června 1866 – 16. prosince 1871: Její Královská Výsost princezna Francise z Tecku
- 16. prosince 1871 – 27. října 1897: Její Královská Výsost vévodkyně z Tecku

## Vývod z předků
|                            |                                              |  |                                |                                                                             |  |  |  |  |  |  |  | Jiří II. |
|                            |                                              |  |                                |                                                                             |  |  |  |  |  |  |  |          |
|                            | Frederik Ludvík Hannoverský                  |  |                                |                                                                             |  |  |  |  |  |  |  |          |
|                            |                                              |  |                                |                                                                             |  |  |  |  |  |  |  |          |
|                            |                                              |  |                                | Karolina z Ansbachu                                                         |  |  |  |  |  |  |  |          |
|                            |                                              |  |                                |                                                                             |  |  |  |  |  |  |  |          |
|                            | Jiří III.                                    |  |                                |                                                                             |  |  |  |  |  |  |  |          |
|                            |                                              |  |                                |                                                                             |  |  |  |  |  |  |  |          |
|                            |                                              |  |                                | Fridrich II. Sasko-Gothajsko-Altenburský                                    |  |  |  |  |  |  |  |          |
|                            |                                              |  |                                |                                                                             |  |  |  |  |  |  |  |          |
|                            | Augusta Sasko-Gothajská                      |  |                                |                                                                             |  |  |  |  |  |  |  |          |
|                            |                                              |  |                                |                                                                             |  |  |  |  |  |  |  |          |
|                            |                                              |  |                                | Magdalena Augusta Anhaltsko-Zerbstská                                       |  |  |  |  |  |  |  |          |
|                            |                                              |  |                                |                                                                             |  |  |  |  |  |  |  |          |
|                            | Adolf z Cambridge                            |  |                                |                                                                             |  |  |  |  |  |  |  |          |
|                            |                                              |  |                                |                                                                             |  |  |  |  |  |  |  |          |
|                            |                                              |  |                                | Adolf Fridrich II. Meklenbursko-Střelický                                   |  |  |  |  |  |  |  |          |
|                            |                                              |  |                                |                                                                             |  |  |  |  |  |  |  |          |
|                            | Karel Ludvík Fridrich Meklenbursko-Střelický |  |                                |                                                                             |  |  |  |  |  |  |  |          |
|                            |                                              |  |                                |                                                                             |  |  |  |  |  |  |  |          |
|                            |                                              |  |                                | Kristiána ze Schwarzburg-Sondershausenu                                     |  |  |  |  |  |  |  |          |
|                            |                                              |  |                                |                                                                             |  |  |  |  |  |  |  |          |
|                            | Šarlota Meklenbursko-Střelická               |  |                                |                                                                             |  |  |  |  |  |  |  |          |
|                            |                                              |  |                                |                                                                             |  |  |  |  |  |  |  |          |
|                            |                                              |  |                                | Arnošt Fridrich I. Sasko-Hildburghausenský                                  |  |  |  |  |  |  |  |          |
|                            |                                              |  |                                |                                                                             |  |  |  |  |  |  |  |          |
|                            | Alžběta Sasko-Hildburghausenská              |  |                                |                                                                             |  |  |  |  |  |  |  |          |
|                            |                                              |  |                                |                                                                             |  |  |  |  |  |  |  |          |
|                            |                                              |  |                                | Žofie Albertina z Erbach-Erbachu                                            |  |  |  |  |  |  |  |          |
|                            |                                              |  |                                |                                                                             |  |  |  |  |  |  |  |          |
| Marie Adelaida z Cambridge |                                              |  |                                |                                                                             |  |  |  |  |  |  |  |          |
|                            |                                              |  |                                |                                                                             |  |  |  |  |  |  |  |          |
|                            |                                              |  | Vilém VIII. Hesensko-Kasselský |                                                                             |  |  |  |  |  |  |  |          |
|                            |                                              |  |                                |                                                                             |  |  |  |  |  |  |  |          |
|                            | Fridrich II. Hesensko-Kasselský              |  |                                |                                                                             |  |  |  |  |  |  |  |          |
|                            |                                              |  |                                |                                                                             |  |  |  |  |  |  |  |          |
|                            |                                              |  |                                | Dorotea Vilemína Sasko-Zeitzská                                             |  |  |  |  |  |  |  |          |
|                            |                                              |  |                                |                                                                             |  |  |  |  |  |  |  |          |
|                            | Fridrich Hesensko-Kasselský                  |  |                                |                                                                             |  |  |  |  |  |  |  |          |
|                            |                                              |  |                                |                                                                             |  |  |  |  |  |  |  |          |
|                            |                                              |  |                                | Jiří II.                                                                    |  |  |  |  |  |  |  |          |
|                            |                                              |  |                                |                                                                             |  |  |  |  |  |  |  |          |
|                            | Marie Hannoverská                            |  |                                |                                                                             |  |  |  |  |  |  |  |          |
|                            |                                              |  |                                |                                                                             |  |  |  |  |  |  |  |          |
|                            |                                              |  |                                | Karolina z Ansbachu                                                         |  |  |  |  |  |  |  |          |
|                            |                                              |  |                                |                                                                             |  |  |  |  |  |  |  |          |
|                            | Augusta Hesensko-Kaselská                    |  |                                |                                                                             |  |  |  |  |  |  |  |          |
|                            |                                              |  |                                |                                                                             |  |  |  |  |  |  |  |          |
|                            |                                              |  |                                | Karel Nasavsko-Usingenský                                                   |  |  |  |  |  |  |  |          |
|                            |                                              |  |                                |                                                                             |  |  |  |  |  |  |  |          |
|                            | Karel Vilém Nasavsko-Usingenský              |  |                                |                                                                             |  |  |  |  |  |  |  |          |
|                            |                                              |  |                                |                                                                             |  |  |  |  |  |  |  |          |
|                            |                                              |  |                                | Kristiána Vilemína Sasko-Eisenašská                                         |  |  |  |  |  |  |  |          |
|                            |                                              |  |                                |                                                                             |  |  |  |  |  |  |  |          |
|                            | Karolina Nasavsko-Usingenská                 |  |                                |                                                                             |  |  |  |  |  |  |  |          |
|                            |                                              |  |                                |                                                                             |  |  |  |  |  |  |  |          |
|                            |                                              |  |                                | Kristián Karel Reinhard Leiningensko-Dachsbursko-Falkenbursko-Heidesheimský |  |  |  |  |  |  |  |          |
|                            |                                              |  |                                |                                                                             |  |  |  |  |  |  |  |          |
|                            | Karolina Felizitas Leiningensko-Dagsburská   |  |                                |                                                                             |  |  |  |  |  |  |  |          |
|                            |                                              |  |                                |                                                                             |  |  |  |  |  |  |  |          |
|                            |                                              |  |                                | Kateřina Polyxena ze Solms-Rödelheim a Assenheim                            |  |  |  |  |  |  |  |          |
|                            |                                              |  |                                |                                                                             |  |  |  |  |  |  |  |          |